# Liechtenstein nos Jogos Olímpicos de Verão de 1936
Liechtenstein participou dos Jogos Olímpicos de Verão de 1936 em Berlim, na Alemanha.